# Триэтиленгликоль
Триэтиленгликоль, ТЭГ представляет собой бесцветную вязкую жидкость без запаха с молекулярной формулой HO-CH2-CH2-O-CH2-CH2-O-CH2-CH2-OH. Он используется в качестве пластификатора для винила. Он также используется в качестве дезинфицирующего средства. Триэтиленгликоль также используются в качестве жидкого осушителя для природного газа и в системах кондиционирования воздуха. В качестве добавки для гидравлических и тормозных жидкостей.